# 小行星1133
小行星1133（1133 Lugduna）是一颗围绕太阳公转的小行星。1929年9月13日，亨德里克·范根特在约翰内斯堡发现了此天体。
該小行星以荷蘭的城市萊頓命名。
这颗小行星的绝对星等为306.5774219831765等。